# المتحف الوطني التشيكي
المتحف الوطني (بالتشيكية: Národní museum)‏ هو أكبر وأقدم متحف في جمهورية التشيك، يقع في وسط ساحة فاتسلاف. يضم مجموعة مباني تحتوي على 14 مليون قطعة في مجالات الفنون والموسيقى والتاريخ. تأسس عام 1818 واكتمل بناؤه على شكله الحالي في 1891، ويعد الكونت كاسبار ماريا فون سترنبرغ أحد مؤسسيه وهو من العلماء البارزين في القرن التاسع عشر. في 8 يوليو 2011 أغلق المبنى الرئيسي للمتحف المتحف أبوابه أمام الجمهور ليتم تجديده.

## التاريخ
كانت بدايات المتحف قائمة على مجموعة من التبرعات الخاصة والعلمية كما هو الحال في أغلب دول أوروبا، حيث شرع نبلاء البلد وخاصة الكونت كاسبار سترنبرغ بدور رئاد في الأعمال التحضرية لإنشاء المتحف والذي أصبح لاحقا أول مدير له.
في 15 أبريل 1818 أعلن رسميا عن بدء العمل به، وبعد عاميين تلقى المتحف الدعم والتأييد من حكومة وملك فيينا، حيث تأسست جمعية للمتحف الوطني وبقى تحت إدارة الجمعية حتى عام 1934.

## روابط خارجية
الموقع الرسمي للمتحف الوطني